# Spectre inversé

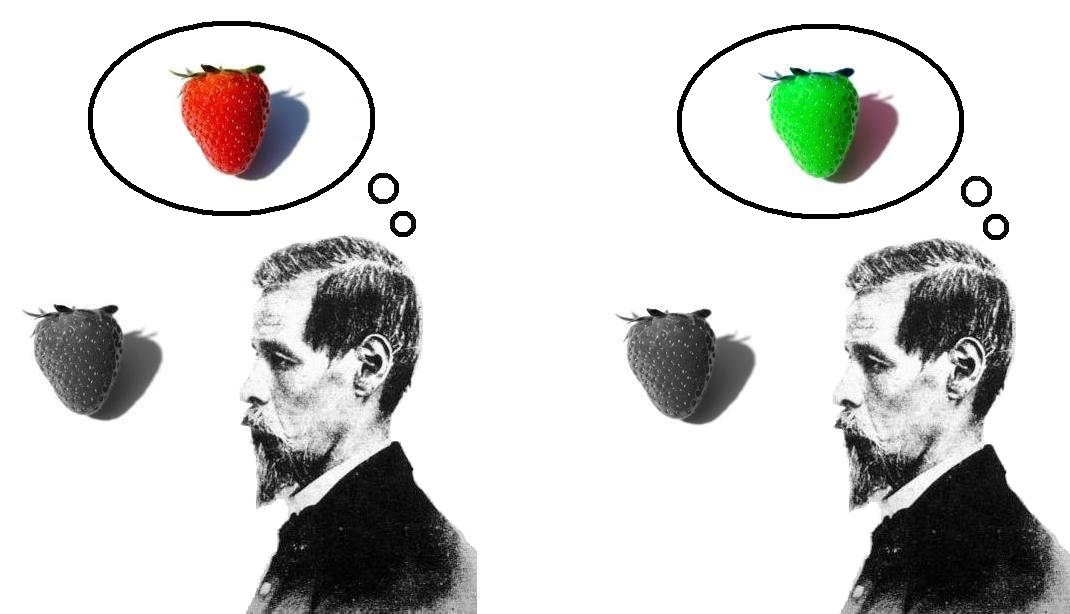
Qualia opposés de deux personnes regardant des fraises : chacun la voit d'une couleur différente, à laquelle les deux donnent le même nom.

Le spectre inversé est une expérience de pensée envisageant que deux personnes partagent le même vocabulaire et les mêmes distinctions de couleur, bien que les propriétés de leurs perceptions (leurs qualia) soient systématiquement opposées.
Le terme est utilisé par le philosophe américain Sydney Shoemaker dans son article de 1982 « The Inverted Spectrum », pour résumer en quelques mots une idée de John Locke dans l’Essai sur l'entendement humain (1689).
Cette idée est rejetée par de nombreux philosophes, dont Douglas Hofstadter, qui dans son livre Je suis une boucle étrange (en) (2007) considère qu'elle implique une forme de solipsisme et s'applique à en démontrer l'absurdité.